# منبر برهان الدين (قبة الميزان)
منبر برهان الدين، ويُعرف كذلك باسم قبة الميزان، هو منبر حجري يقع إلى الغرب من قبة الصخرة في ساحة الحرم القدسي الشريف بمدينة القدس، ويُعدّ أحد المعالم المعمارية الإسلامية البارزة داخل المسجد الأقصى المبارك. بُني المنبر في أواخر القرن الرابع عشر الميلادي في عهد السلطنة المملوكية، ولا يزال قائمًا حتى اليوم.

## التسمية
سُمي المنبر بهذا الاسم نسبةً إلى برهان الدين بن جماعة، قاضي القضاة في الشام خلال عهد السلطنة المملوكية، وهو الذي أمر ببنائه عام 1381م. كما يُعرف أيضًا باسم قبة الميزان لكونه يتخذ شكل قبة مفتوحة ومقنطرة ذات توازن هندسي، تقع أمام قبة الصخرة المشرفة.

## التاريخ
أُقيم منبر برهان الدين في زمن السلطان المملوكي برقوق، ويُنسب تصميمه إلى المعمارين الشاميين الذين استُقدموا إلى القدس في تلك الفترة. أراد برهان الدين بن جماعة أن يكون هذا المنبر مكانًا للوعظ والخطابة، فجعله مفتوحًا في ساحة المسجد الأقصى لاستخدامه في المناسبات وخطب العيد.
وقد ذكر المؤرخ مجير الدين الحنبلي في كتابه *الأنس الجليل بتاريخ القدس والخليل* أن هذا المنبر بُني "قُبالة باب قبة الصخرة، وبأمر من قاضي القضاة الشافعي بدمشق برهان الدين بن جماعة".

## الوصف المعماري
يتميّز المنبر بطرازه المملوكي الذي يجمع بين القوة والزخرفة الرشيقة. يتألف من مصطبة مرتفعة تعلوها قبة صغيرة محمولة على أربعة أعمدة رخامية، تتصل بها أقواس مدببة تُظهر البراعة المعمارية في استخدام الحجر المقدسي. وتُحيط به أعمدة صغيرة مشغولة، بينما نُقشت عليه كتابات تذكارية بخط النسخ، تذكر اسم المنشئ وتاريخ البناء.

## الموقع
يقع المنبر على البلاط الغربي من ساحة قبة الصخرة، بمحاذاة الدرج المؤدي إلى باب القبة الغربي. ويمكن رؤيته بوضوح عند الدخول من جهة باب القطانين أو باب السلسلة.

## الأهمية الدينية والمعمارية
يشكل المنبر جزءًا من سلسلة المعالم المفتوحة في ساحة المسجد الأقصى التي استخدمت للخطابة العامة. وتكمن أهميته في كونه أول منبر مفتوح من نوعه بُني داخل ساحات المسجد، لا داخل بناء مغلق. كما يعكس أسلوبه العمارة المملوكية التي تميزت بالعناية بالزخارف والخط العربي وتناسق العناصر المعمارية.

## الترميم
شهد المنبر عمليات ترميم محدودة خلال العصر العثماني ثم خلال إدارة المجلس الإسلامي الأعلى في ثلاثينيات القرن العشرين، كما أُعيد تنظيفه وتقويته في فترات لاحقة من قبل دائرة الأوقاف الإسلامية في القدس، بالتعاون مع لجنة إعمار المسجد الأقصى.